# Oxalaniscus ctenoscoides
Oxalaniscus ctenoscoides är en kräftdjursart som först beskrevs av Stanley B. Mulaik 1960.  Oxalaniscus ctenoscoides ingår i släktet Oxalaniscus och familjen Philosciidae. Inga underarter finns listade i Catalogue of Life.